# Liste des guerres de l'Arabie saoudite
Cette liste regroupe les guerres et conflits ayant vu la participation de l'Arabie saoudite. Voici une légende facilitant la lecture de l'issue des guerres ci-dessous :
- Victoire saoudienne
- Défaite saoudienne
- Autre résultat (par exemple un traité ou une paix sans un résultat clair, un statu quo ante bellum, un résultat inconnu ou indécis)
- Conflit en cours

## Royaume d'Arabie saoudite
| Début             | Fin             | Nom du conflit                 | Belligérants | Belligérants   | Lieu                                  | Issue |
| Début             | Fin             | Nom du conflit                 | Alliés (y compris l'Arabie saoudite) | Ennemis        | Lieu                                  | Issue |
| ----------------- | --------------- | ------------------------------ | --- | -------------- | ------------------------------------- | --- |
| 2 août 1990       | 28 février 1991 | Guerre du Golfe                | Coalition : Australie Belgique Canada Argentine Corée du Sud États-Unis Espagne France Grèce Allemagne Pays-Bas Nouvelle-Zélande Arabie saoudite Bangladesh Turquie Royaume-Uni Bahreïn Égypte Émirats arabes unis Danemark Koweït Kurdistan irakien Oman Italie Honduras Hongrie Maroc Nigeria Niger Norvège Pakistan Portugal Pologne Roumanie Sénégal Sierra Leone Singapour Suède Syrie Tchécoslovaquie | Irak           | Irak, Koweït, Arabie saoudite, Israël | Victoire de la Coalition, imposition de sanction à l'encontre de l'Irak, retrait des forces d'invasion irakiennes du Koweït |
| 19 septembre 2014 | —               | Guerre contre l'État islamique | Coalition internationale : Allemagne Arabie saoudite Australie Bahreïn Belgique Canada Danemark Égypte Émirats arabes unis Espagne États-Unis France Irak Italie Jordanie Koweït Liban Nouvelle-Zélande Pays-Bas Qatar Royaume-Uni Turquie Syrie Iran | État islamique | Syrie et Irak                         | en cours |